# Pieszczanka (sielsowiet Zdzitów)
Pieszczanka (biał. Пясчанка; ros. Песчанка) – wieś na Białorusi, w obwodzie brzeskim, w rejonie bereskim, w sielsowiecie Zdzitów.
W dwudziestoleciu międzywojennym leżała w Polsce, w województwie poleskim, w powiecie prużańskim.